# 希拉里·凡·戴克
希拉里·凡·戴克（英語：Hilary Van Dyke，1970年—）是一个美国演员和歌手，曾和玛丽莲·明斯特（Marilyn Munster）一起主演电视剧《这就是今天》（The Munsters Today）。

## 职业生涯

### 演员
1988年，戴克的电影处女作是《致命瘾君子》（ Deadly Addiction ）中的一个夜店舞女。1990年，她在电视剧《生活在继续》（Life Goes On ）中出演了圣女贞德。

### 音乐
戴克所在的乐队名叫“灰色噪声”（Grey Noise ），在他加入前原名“蓝红宝石”（ Blue Ruby ）。